# Trichogramma tupiense
Trichogramma tupiense är en stekelart som beskrevs av Querino och Zucchi 2003. Trichogramma tupiense ingår i släktet Trichogramma och familjen hårstrimsteklar. Inga underarter finns listade i Catalogue of Life.